# Gary L. Herod
Gary L. Herod (10 de dezembro de 1929 – 15 de março de 1961) foi um piloto da Guarda Nacional Aérea do Texas que morreu quando seu jato T-33 caiu na tarde de 15 de março de 1961.

## Acidente
Logo após a decolagem de Ellington Field, a sudeste de Houston, Texas, Herod sofreu uma falha no motor. Embora seja provável que ele tenha ejetado com segurança, ele permaneceu no avião para garantir que ele não colidisse com as residências suburbanas dos bairros de Houston. Herod inicialmente girou o avião em um esforço para retornar a Ellington Field ou outro aeroporto. Ele transmitiu por rádio o controle de tráfego aéreo que ele iria socorrer. Quando os controladores pediram confirmação, ele respondeu "ainda não". Essas foram suas últimas palavras. Herodes ficou no avião até ele colidir com o que era então um campo vazio cercado por casas. O local do acidente ficava em frente ao final da Atwell Drive, na margem norte de Braes Bayou.
Herod era membro do 182.º Esquadrão de Caças, da 149.ª Ala de Caça, da Guarda Nacional Aérea do Texas, com base na Base da Força Aérea de Kelly, em San Antonio, Texas. 

## Honras e memoriais

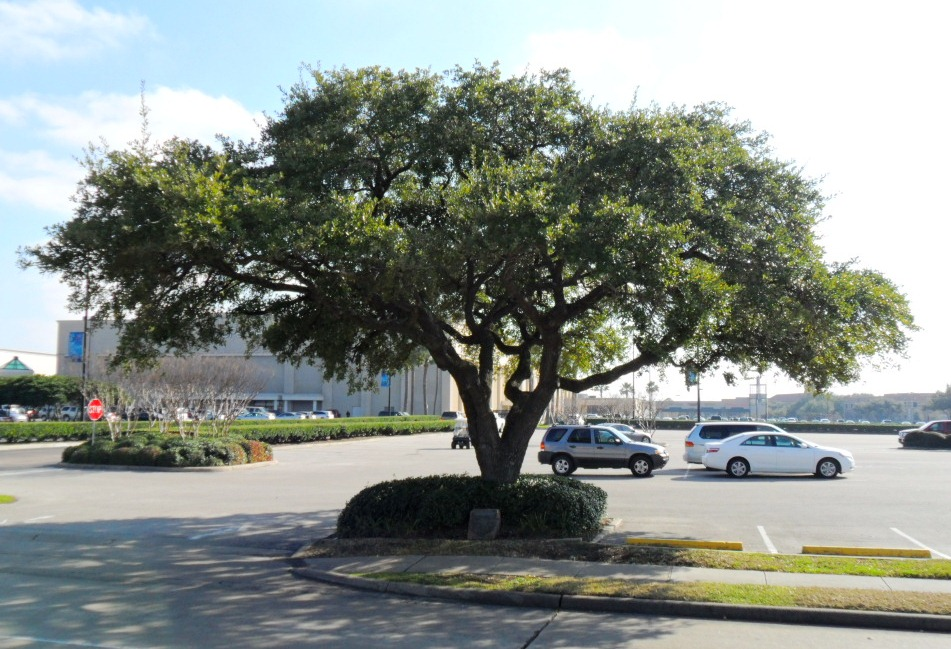
Árvore dos Heróis perto do Meyerland Plaza em 2011

- A Força Aérea postumamente concedeu a Herodes uma Cruz de Voo Distinto.[4]
- A "Árvore dos Heróis" original foi dedicada em homenagem a Herodes no Memorial Day de 1961. A árvore e a placa estavam localizados perto do shopping Meyerland Plaza, a alguns quilômetros a leste do local do acidente. A árvore foi cortada em 17 de julho de 2018. A placa foi transferida para o terreno da Escola Primária Herod.
- A Escola Primária Gary L. Herod fica perto do local do acidente e é nomeada em homenagem a Herod. Sua foto e a bandeira do memorial estão em exibição na biblioteca da escola. Fora da entrada da escola há uma placa que conta a história de seu heroísmo.